# Makkarajärvi (naturreservat)
Makkarajärvi är ett naturreservat i Övertorneå kommun i Norrbottens län.
Området är naturskyddat sedan 2010 och är 7,3 kvadratkilometer stort. Reservatet omfattar tre berg med branter och tre sjöar 
med Makkarajärvi i norr. Reservatet består av tallskog högst upp barrblandskog i branterna och granskog i de lägre partierna.